# Leopold Bloom Művészeti Lap
A Leopold Bloom folyóirat egy 1995 és 2007 között rendszeresen megjelenő assemblage kiadvány, melynek főszerkesztői Abajkovics Péter és Székely Ákos, illetve művészeti szerkesztője Bonyhádi Károly voltak. Számai egy-egy hívószó köré épültek, melyek sokszor valós szombathelyi intézményeket is megidéztek (pl. Végállomás, Szuperinfó), ám ezek a fogalmak éppen sokértelműségekben nyerték el jelentésüket. A folyóirat 75 példányban jelent meg egy A/5-ös mappa formátumában, és nagyrészt egyedi, szignált lapokat közölt.

## A Leopold Bloom tematikus számai
- XY (1995)
- Végállomás (1995)
- Légy negatív! (1995)
- Török fürdő / Malom-tó (1996)
- Casino (1996)
- Számszám (1996)
- Trafik (1997)
- Tejipar (1997)
- Abajkovics (1997)
- Vérellátó (1998)
- A bűn méze (1998)
- (pre)Postscript (1998)
- A bűn méze 2. (1998)
- Dr. Máriás: Halántékkocogtató (1998)
- Tóth Gábor (1999)
- Szabálysértés (1999)
- Rózsazaj (2000)
- Second Hand (2000)
- Székely Ákos: Metabolikus háttér (2000)
- Szuperinfó (2001)
- Emil (2002)
- A/5 (2003)
- Emlékszám (2004)
- Kényszerleszállás (2007)